# Frugtbarhedsritual
 Der er for få eller ingen kildehenvisninger i denne artikel, hvilket er et problem. Du kan hjælpe ved at angive troværdige kilder til de påstande, som fremføres i artiklen.

Et frugtbarhedsritual eller en frugtbarhedsrite er et ritual, som har til formål at stimulere reproduktion hos mennesker eller i den naturlige verden. Sådanne ritualer kan involvere ofring af "et vildt dyr, som skal ofres for frugtbarhed eller endda skabelse".
En frugtbarhedskult er en religiøs kult, der ved hjælp af forskellige frugtbarhedsritualer eller donationer til forskellige former for kilder til frugtbarhed såsom regn, solen, månen, vand, planteliv, jord, en kvinde etc. prøver at påvirke eller søger gudernes hjælp til formidling af naturens kræfter og få held med høst eller jagt. Det er en af de ældste og mest populære religiøse kultformer i verden.